# 鉄道敷設法別表第3号
鉄道敷設法別表第3号は、1922年（大正11年）4月11日に公布・施行された「鉄道敷設法」（大正11年法律第37号）別表に定められていた条文の一つ。

## 原文
青森縣弘前ヨリ田代ニ至ル鐡道

## 現代風の表記
青森県弘前より田代に至る鉄道

## 未開業区間
弘前 – 田代間

## 鉄道先行バス路線
なし

## 近接するルートを走る民間バス路線

### 弘南バス弘前 - 西目屋村役場線
弘前駅前 - 西目屋村村役場前間

## その他・特記事項
- 1970年（昭和45年）10月1日に弘南鉄道に経営権を譲渡し、解散した弘前電気鉄道が、ほぼ重複する路線として、目屋線 西弘前 - 田代間の地方鉄道免許を取得していたが、既に返納し、失効している。